# Liste der Mitglieder der Verfassungsgebenden Waldeck-Pyrmonter Landesvertretung
Diese Liste nennt die Mitglieder der Verfassungsgebenden Waldeck-Pyrmonter Landesvertretung 1919 bis 1922. Zu den 1922 gewählten Abgeordneten siehe die Liste der Mitglieder der Waldecker Landesvertretung 1922–1925.
Im Rahmen der Novemberrevolution wurde Fürst Friedrich abgesetzt und Waldeck-Pyrmont zum Freistaat erklärt. Damit ergab sich die Notwendigkeit, ein neues Landtagswahlrecht zu schaffen. Am 14. Februar 1919 wurde die neue Wahlordnung veröffentlicht. Der Landtag, nun Verfassungsgebende Waldeck-Pyrmonter Landesvertretung genannt, sollte in zwei Wahlkreisen (Waldeck und Pyrmont) gewählt werden. Er bestand aus 21 Abgeordneten (17 aus Waldeck, 4 aus Pyrmont). Gewählt wurde im Verhältniswahlrecht in direkter und geheimer Wahl. Das Frauenwahlrecht wurde erstmals in Waldeck eingeführt.

## Liste der Abgeordneten
Die so bestimmten Abgeordneten waren:
| Wahlkreis         | Abgeordneter        | Partei                  | Anmerkungen                                          |
| ----------------- | ------------------- | ----------------------- | ---------------------------------------------------- |
| Wahlkreis Waldeck | Friedrich Behle     | SPD                     |                                                      |
| Wahlkreis Waldeck | Karl Bick           | SPD                     |                                                      |
| Wahlkreis Waldeck | Heinrich Bräutigam  | SPD                     |                                                      |
| Wahlkreis Waldeck | Karl Klapp          | SPD                     |                                                      |
| Wahlkreis Waldeck | Heinrich Kramer     | SPD                     | Vizepräsident 1919 bis 1921; Präsident 1921 bis 1922 |
| Wahlkreis Waldeck | Otto Hufnagel       | DDP                     |                                                      |
| Wahlkreis Waldeck | Heinrich Küttler    | DDP                     |                                                      |
| Wahlkreis Waldeck | Paul Winkhaus       | DDP                     | Bis 1921 / Präsident                                 |
| Wahlkreis Waldeck | Jakob Euler         | DDP                     | Ab 1921                                              |
| Wahlkreis Waldeck | Hermann Waldschmidt | DNVP                    |                                                      |
| Wahlkreis Waldeck | Max Waldschmidt     | DNVP                    |                                                      |
| Wahlkreis Waldeck | Oswald Waldschmidt  | DNVP                    |                                                      |
| Wahlkreis Waldeck | Heinrich Welle      | DNVP                    |                                                      |
| Wahlkreis Waldeck | Christian Zölzer    | DNVP                    |                                                      |
| Wahlkreis Waldeck | Curt Beyer          | Waldeckischer Volksbund |                                                      |
| Wahlkreis Waldeck | Karl Rabe           | Waldeckischer Volksbund |                                                      |
| Wahlkreis Waldeck | Karl Reins          | Waldeckischer Volksbund | Bis 2. September 1919                                |
| Wahlkreis Waldeck | Wilhelm Schmidt     | Waldeckischer Volksbund | Ab 1919                                              |
| Wahlkreis Waldeck | Oskar Varnhagen     | DVP                     |                                                      |
| Wahlkreis Pyrmont | Karl Kleine         | SPD                     | Bis 1920                                             |
| Wahlkreis Pyrmont | Heinrich Zurmühlen  | SPD                     | Ab 1920                                              |
| Wahlkreis Pyrmont | Louis Mücke         | SPD                     |                                                      |
| Wahlkreis Pyrmont | Lionel Pracht       | DDP                     |                                                      |
| Wahlkreis Pyrmont | Bernhard Hoffmann   | DNVP                    |                                                      |